# Andreas Jakob Romberg
Andreas Jakob Romberg (Wechta, Oldenburg, 11 d'abril de 1767 - Gotha, Turíngia, 10 de novembre de 1821) fou un violinista i compositor alemany.
Quan només tenia setze anys emprengué amb el seu cosí Romberg una sèrie de viatges per Països Baixos i França, aconseguint un gran èxit a París, pel qual fou contractat per als Concerts espirituals el 1784. De 1790 a 1793 formà part de l'orquestra del príncep elector de Bonn i després va emprendre un nou viatge i visità Roma. Més tard residí a Viena i Hamburg i el 1815 succeí a Spohr com a director d'orquestra de la cort de Gotha.
Les seves nombroses composicions, resten avui dia completament oblidades. Figuren entre elles vuit òperes, de les quals es representaren amb èxit les titulades: Don Mendoza, Scipio i Die Ruinen von Paluzzi; diverses obres per a cor i orquestra o per a solo i orquestra, com Das Lied von der Glocke, de Schiller; Die Harmonie der Sphaeren; Die Kindesmoerderin; Die Macht des gesanges; Monolog der Jungfrau von Orleans; Der Graf von Habsburg, i Sehnsucht; nombrosa música religiosa: Missa de Pasqua; un Tedeum; Dixit Dominus, a 4 veus i orquestra; 5 Salms; un Magníficat; un Al·leluia a cappella, de 4 a 16 veus, i un Pater noster, a 3; nombroses cantates per les cerimònies maçòniques; 10 simfonies; 23 concerts, per a violí: 33 quartets, per a instruments d'arc, i altres moltes composicions instrumentals.